# 8200 Souten
A 8200 Souten (ideiglenes jelöléssel 1994 AY1) a Naprendszer kisbolygóövében található aszteroida. M. Hirasawa, S. Suzuki fedezte fel 1994. január 7-én.